# Stolberg (Harz)
Stolberg (Harz) è una frazione del comune tedesco di Südharz, nella Sassonia-Anhalt.
Stolberg, all'interno delle montagne dello Harz, il luogo è noto per le strade del suo centro storico, conservato con case a graticcio in stile rinascimentale, e il castello di Stolberg che domina l'intera valle su cui si sviluppa la cittadina.

## Geografia
Stolberg si trova nella parte meridionale dello Harz, all'interno del Parco Naturale Harz dalla parte localizzata nella Sassonia-Anhalt. Si trova tra Breitenstein a nord e Rottleberode a sud all'origine dell'affluente Helme, Thyra e sulla strada provinciale 2354 (Breitenstein – Rottleberode) a circa 265-370 m s.l.m. Il confine con la Turingia si trova 4 km a ovest.

## Storia
Stolberg fu fondata come insediamento per i minatori intorno al 1000 d.C., anche se ci sono prove di estrazione mineraria nella zona fin dal 794. Il nome deriva dalle parole tedesche Stollen = galleria mineraria e Berg = collina. Qui vennero estratti materiali come ferro, rame, argento, stagno e oro. Il titolo di città fu assegnato a Stolberg (Harz) prima del 1300.
Durante la guerra dei contadini tedeschi, Stolberg fu luogo di diverse battaglie dei contadini, i quali erano guidati da Thomas Müntzer, nato nella città. Il 2 maggio 1525, i contadini ribelli invasero la città e costrinsero il conte Botho di Stolberg ad accettare le loro richieste, ovvero i cosiddetti 24 articoli di Stolberg. Questi furono rapidamente revocati in seguito alla sconfitta dei contadini.
Fin dalla fondazione, Stolberg era stata la residenza e la sede della famiglia dei conti di Stolberg. Nel 1548 divenne sede di Stolberg-Stolberg. Nel 1738 i conti di Stolberg furono costretti a riconoscere la sovranità dell'Elettorato di Sassonia. La città fu assegnata al Regno di Prussia nel Congresso di Vienna del 1815 e Stolberg fu successivamente amministrata dalla Provincia prussiana di Sassonia.
Fino al 2005 è stata sede di un Concistoro regionale all'interno della provincia Ecclesiastica di Sassonia per la Chiesa luterana. 
All'inizio del XX secolo, la città si è trasformata in una meta  turistica.
Il 1º settembre 2010 la città di Stolberg (Harz) fu aggregata al comune di Südharz.

## Luoghi d'interesse
- Il castello di Stolberg, che domina con la sua mole la città e tutta la vallata.
- Il municipio cittadino, che risale al 1454 ed è una struttura a graticcio.
- La chiesa di San Martino in stile tardo gotico, da cui Martin Lutero predicò il 21 Aprile 1525 contro la rivolta dei contadini.
- La torre Saiger (Saigerturm) che risale al XIII secolo e si trova di fronte al municipio e ricostruita nel XIX secolo.
- La croce di Giuseppe (Josephkreuz), progettata da Karl Friedrich Schinkel sul Großer Auerberg.

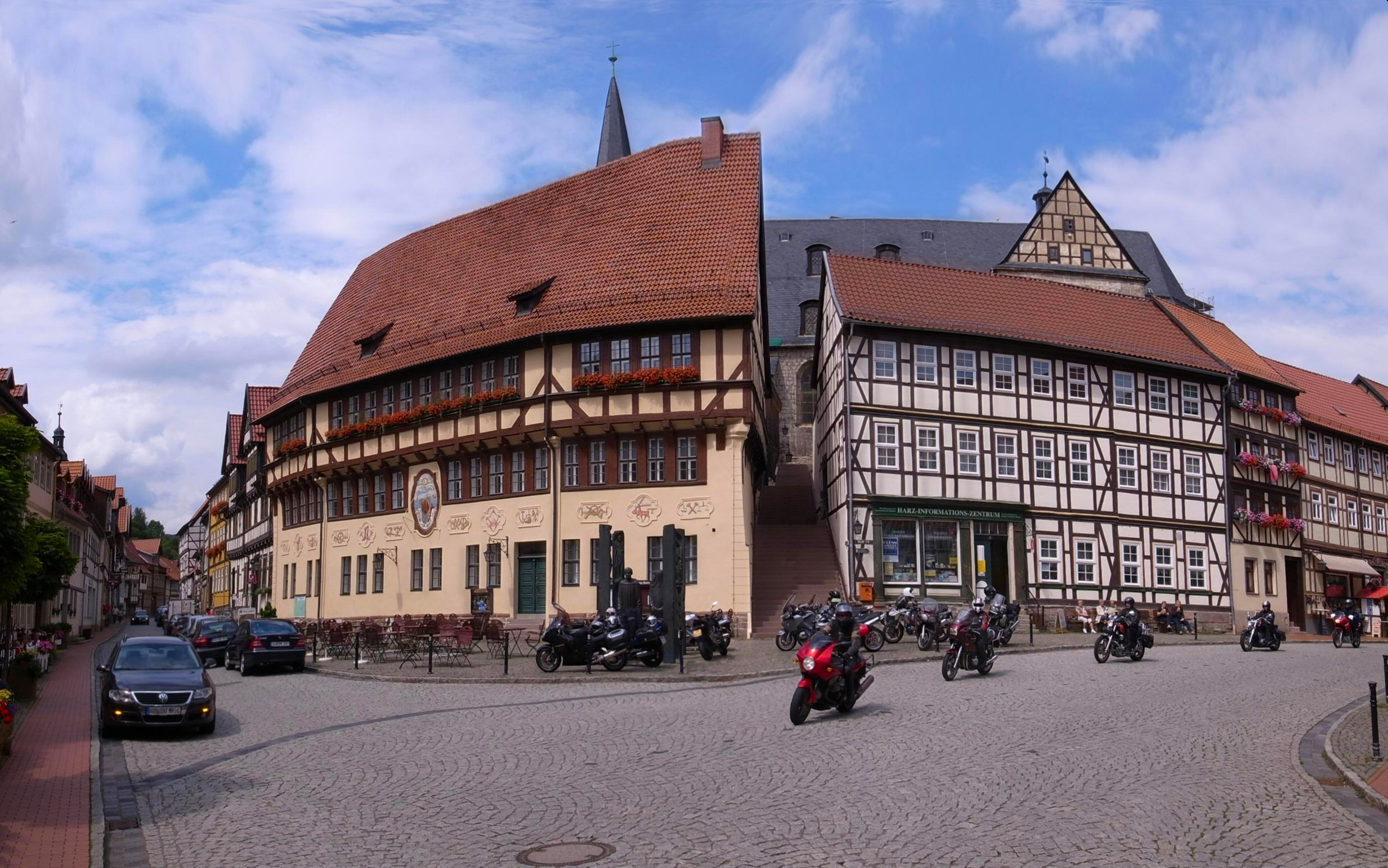
Il municipio di Stolberg

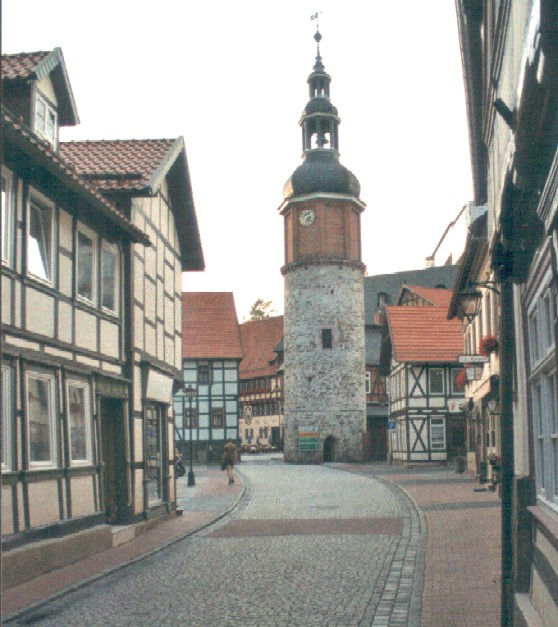
La torre di Saiger